# Bloodline (televisieserie)
Bloodline is een Amerikaanse dramaserie van bedenkers Todd Kessler, Glenn Kessler en Daniel Zelman. De serie ging op 20 maart 2015 in première op de streamingdienst Netflix. Na drie seizoenen en in totaal 33 afleveringen werd op 26 mei 2017 de laatste aflevering uitgezonden.

## Oorsprong
Bloodline werd in oktober 2014 aangekondigd als een samenwerking tussen Netflix en Sony Pictures Television. De dramareeks werd ontwikkeld door Todd Kessler, Glenn Kessler en Daniel Zelman, het trio dat eerder ook de misdaadserie Damages (2007–2012) bedacht. Op 23 oktober 2014 werd een teaser trailer van Bloodline vrijgegeven. In februari 2015 volgde de eerste trailer en ging de serie in première op het Internationaal filmfestival van Berlijn. In maart 2015 werden de dertien afleveringen van het eerste seizoen via Netflix vrijgegeven aan het grote publiek. In mei 2016 volgde het tweede seizoen. Het derde en laatste seizoen volgde in mei 2017.

## Verhaal
De familie Rayburn staat in de Florida Keys bekend als een respectabele familie. Robert Rayburn is het hoofd van de familie. Samen met zijn echtgenote Sally baat hij in het bloedhete vakantieoord een succesvol hotel uit. Ook zijn kinderen John, Kevin en Meg hebben het goed voor elkaar. John is een lokale sheriff, Kevin baat zijn eigen handelszaak uit en Meg is als advocaat verantwoordelijk voor de juridische zaken van het familiebedrijf. Wanneer op een dag een familiereünie wordt georganiseerd, duikt ook Danny op. De derde zoon van Robert en Sally is de verschoppeling van de familie. Een grote tragedie uit zijn jeugd heeft ervoor gezorgd dat hij van het rechte pad is geraakt. Zijn vader Robert is hem dan ook liever kwijt dan rijk, maar Danny is ditmaal vastbesloten om in de Florida Keys te blijven. Zijn aanwezigheid zorgt er echter voor dat alle duistere geheimen van de familieleden komen bovendrijven.

## Cast

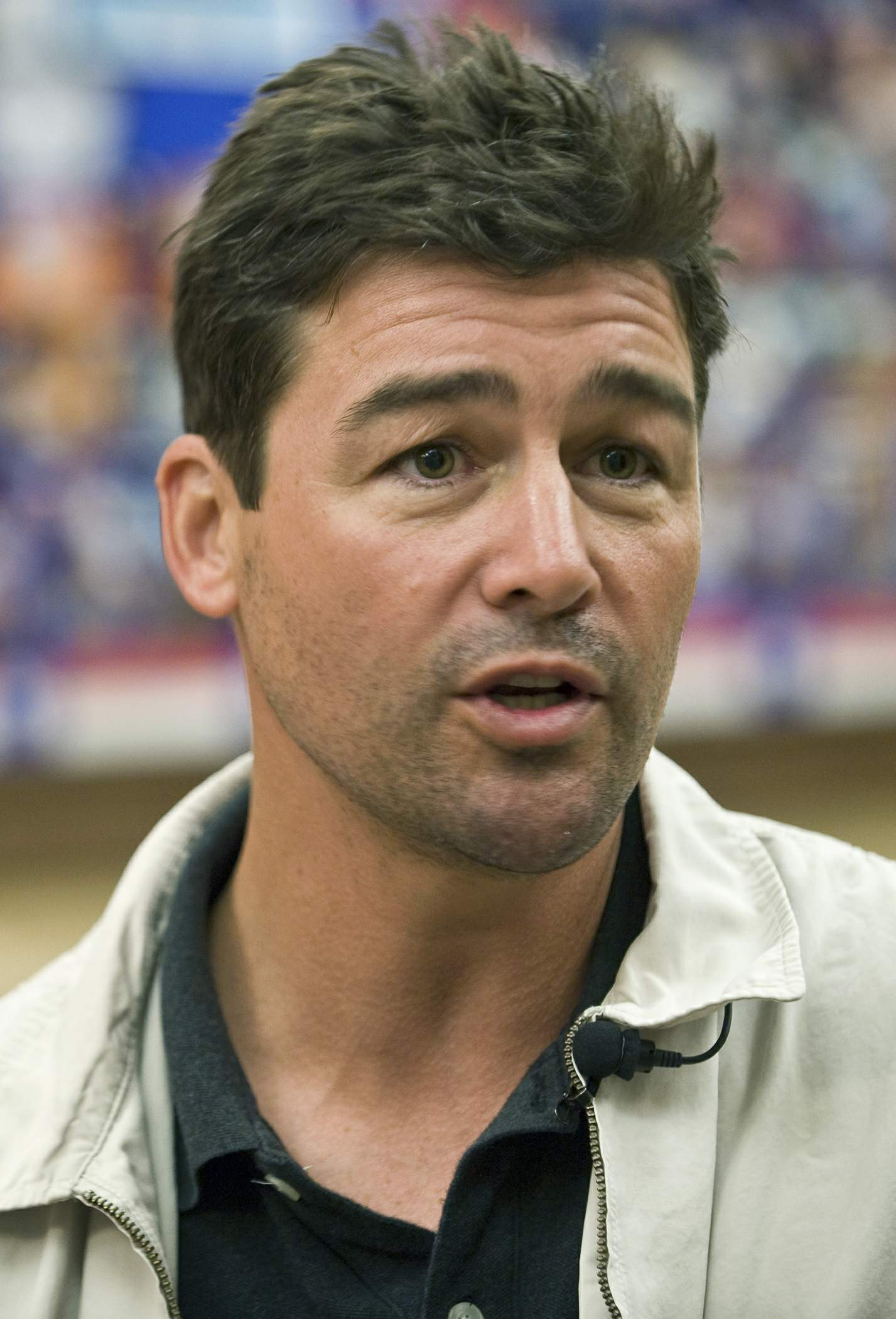
Hoofdrolspeler Kyle Chandler.

 Hoofdrol
 Bijrol

### Hoofdrollen
| Acteur             | Personage             | Aantal afleveringen | Aantal afleveringen | Aantal afleveringen | Aantal afleveringen |
| Acteur             | Personage             | S1                  | S2                  | S3                  | Totaal              |
| ------------------ | --------------------- | ------------------- | ------------------- | ------------------- | ------------------- |
| Kyle Chandler      | John Rayburn          | 13                  | 10                  | 10                  | 33                  |
| Linda Cardellini   | Meg Rayburn           | 13                  | 10                  | 7                   | 30                  |
| Norbert Leo Butz   | Kevin Rayburn         | 13                  | 10                  | 10                  | 33                  |
| Sissy Spacek       | Sally Rayburn         | 13                  | 10                  | 10                  | 33                  |
| Enrique Murciano   | Marco Diaz            | 13                  | 10                  | 3                   | 26                  |
| Ben Mendelsohn     | Danny Rayburn         | 13                  | 9                   | 4                   | 25                  |
| Jacinda Barrett    | Diana Rayburn         | 12                  | 10                  | 9                   | 31                  |
| Jamie McShane      | Eric O'Bannon         | 12                  | 8                   | 9                   | 29                  |
| Katie Finneran     | Belle Rayburn         | 7                   | 6                   | 10                  | 23                  |
| John Leguizamo     | Ozzy Delvecchio       |                     | 8                   | 6                   | 14                  |
| Andrea Riseborough | Evangeline Radosevich |                     | 8                   |                     | 8                   |
| Sam Shepard        | Robert Rayburn        | 5                   | 1                   | 2                   | 8                   |

### Bijrollen
| Acteur              | Personage        | Aantal afleveringen | Aantal afleveringen | Aantal afleveringen | Aantal afleveringen |
| Acteur              | Personage        | S1                  | S2                  | S3                  | Totaal              |
| ------------------- | ---------------- | ------------------- | ------------------- | ------------------- | ------------------- |
| Taylor Rouviere     | Jane Rayburn     | 10                  | 8                   | 6                   | 24                  |
| Owen Teague         | Nolan Rayburn    | 1                   | 10                  | 6                   | 17                  |
| Brandon Larracuente | Ben Rayburn      | 10                  | 6                   | 2                   | 18                  |
| Glenn Morshower     | Wayne Lowry      | 6                   | 4                   |                     | 10                  |
| Bill Kelly          | Clay Grundwald   | 4                   | 5                   |                     | 9                   |
| Steven Pasquale     | Alec Wolos       | 6                   | 2                   |                     | 8                   |
| Julie Claire        | Susannah Chaffe  | 4                   | 4                   |                     | 8                   |
| Michael Beasley     | Little Jake      | 4                   | 4                   | 2                   | 10                  |
| Antonio Padin       | Parrot           |                     | 8                   |                     | 8                   |
| Eliezer Castro      | Carlos Mejia     | 6                   | 1                   |                     | 7                   |
| David Zayas         | Sheriff Aguirre  |                     | 8                   | 6                   | 14                  |
| Frank Hoyt Taylor   | Lenny Potts      | 3                   | 3                   | 1                   | 7                   |
| Angela Winiewicz    | Sarah Rayburn    | 6                   |                     |                     | 6                   |
| Tyler Cravens       | Ralph Lawler     | 3                   | 2                   |                     | 5                   |
| Jeremy Palko        | Nicholas Widmark | 5                   |                     |                     | 5                   |
| Yul Vasquez         | Luis             |                     | 6                   | 2                   | 8                   |